# Монтерки
Монтерки (итал. Monterchi) — коммуна в Италии, расположена в области Тоскана, в провинции Ареццо.
Население коммуны составляет 1831 человек (2008 г.), плотность населения составляет 64 чел./км². Занимает площадь 29 км². Почтовый индекс — 53035. Телефонный код — 0575.
Покровителем коммуны почитается святой Симеон, празднование 8 октября.

## Демография
Динамика населения:

## Администрация коммуны
- Официальный сайт: https://web.archive.org/web/20060813124320/http://www.comunemonterchi.it/